# Liskî, Ismail
Liskî (în ucraineană Ліски) este un sat în este un sat în comuna Chilia Nouă din raionul Ismail, regiunea Odesa, Ucraina.

## Demografie
Componența lingvistică a comunei Liskî
     Ucraineană (74,52%)
     Rusă (13,78%)
     Română (5,64%)
     Bulgară (3,47%)
     Găgăuză (1,71%)
     Alte limbi (0,05%)
Conform recensământului din 2001, majoritatea populației comunei Liskî era vorbitoare de ucraineană (74,52%), existând în minoritate și vorbitori de rusă (13,78%), română (5,64%), bulgară (3,47%) și găgăuză (1,71%).